# Ханамаулу
Ханамаулу (гав. Hanamāʻulu — букв. «утомлённая бухта») — статистически обособленная местность, расположенная в округе Кауаи, штат Гавайи, США.

## География
Согласно Бюро переписи населения США статистически обособленная местность Ханамаулу имеет общую площадь 3,3 квадратных километров, из которых 2,9 км2 относится к суше и 0,4 км2 или 12,5 % — к водным ресурсам.

## Демография
По данным переписи населения за 2000 год в Ханамаулу проживало 3272 человека, насчитывалось 902 домашних хозяйства, 738 семей и 947 жилых домов. Средняя плотность населения составляла около 1122,7 человек на один квадратный километр.
Расовый состав Ханамаулу по данным переписи распределился следующим образом: 8,2 % белых, 0,2 % — чёрных или афроамериканцев, 0,2 % — коренных американцев, 61,5 % — азиатов, 5,8 % — коренных жителей тихоокеанских островов, 23,7 % — представителей смешанных рас, 0,5 % — других народностей. Латиноамериканцы составили 6,8 % населения.
Из 902 домашних хозяйств в 35,3 % — воспитывали детей в возрасте до 18 лет, 55,2 % представляли собой совместно проживающие супружеские пары, в 19,7 % семей женщины проживали без мужей, 18,1 % не имели семьи. 13,5 % от общего числа семей на момент переписи жили самостоятельно, при этом 5,1 % составили одинокие пожилые люди в возрасте 65 лет и старше. В среднем домашнее хозяйство ведут 3,62 человека, а средний размер семьи — 3,87 человек.
Население Ханамаулу по возрастному диапазону (данные переписи 2000 года) распределилось следующим образом: 26,7 % — жители младше 18 лет, 9,8 % — между 18 и 24 годами, 25,8 % — от 25 до 44 лет, 22,6 % — от 45 до 64 лет и 15,1 % — в возрасте 65 лет и старше. Средний возраст жителей составил 35 лет. На каждые 100 женщин приходилось 96,3 мужчин, при этом на каждые сто женщин 18 лет и старше приходилось 92,2 мужчины также старше 18 лет.

## Экономика
Средний доход на одно домашнее хозяйство Ханамаулу составил 48 239 долларов США, а средний доход на одну семью — 51 042 долларов. При этом мужчины имели средний доход в 26 962 долларов в год против 23 237 долларов среднегодового дохода у женщин. Доход на душу населения составил 16 233 долларов в год. 7,9 % от всего числа семей в местности и 10 % от всей численности населения находилось на момент переписи за чертой бедности, при этом 13 % из них были моложе 18 лет и 4,3 % — в возрасте 65 лет и старше.